# カルム・ブッチャー
カルム・ジェームズ・ブッチャー（Calum James Butcher、1991年2月26日 - ）は、イングランド・エセックス・ロッチフォード出身のプロサッカー選手。スコティッシュ・プレミアシップ・マザーウェルFC所属。ポジションはミッドフィールダー。